# Султанов, Айрат Хамитович
Айрат Хамитович Султанов (род. 28 января 1962, Бураево, Башкирская АССР) — российский актёр, артист Туймазинского государственного татарского драматического театра. Народный артист Республики Башкортостан (2012).

## Биография
Султанов Айрат Хамитович родился 28 января 1962 года в селе Бураево Бураевского района Башкирской АССР.
Учился в Уфимском училище искусств (вокальное отделение).
В 1990 году окончил Уфимский государственный институт искусств.
По окончании института один год работал в Башкирском театре оперы и балета как певец-тенор.
Работает в Туймазинском государственном татарском драматическом театре с 1991 года.

## Роли в спектаклях
- Айтуган «Мы родом из деревни», Апсен «Ай-да, невестка!», Гаскар «Аршин мал алан», Тамада «Ильгизар+Вера»,
- Вагиз «Древо жизни», Надирша «Однажды ездили на базар»,
- Фарит «Звезда моя», Мухаматхан «Девушка из Индии»,
- Магсум «Портфель», Отец «Тропинка матери моей», Спортсмен, медик «Всеми забытый»,
- Гадель «Любовный треугольник», Азат «Ночь, как вся жизнь»,
- Рамиль «Оль-ля-ля!», Мукамай «Счастье с неба»,
- Рифат «Жук из штата Колорадо», Лаэрт «Гамлет»,
- Буштец «Рядовые», Садык «Поцелуй меня, Зайтуна!»,
- Разим «Вот эта комедия», Гермес «Не бросай огонь, Прометей!»,
- Ансар «Сделка», Роберт «Танцовщик», Марс «Любовь окаянная»,
- Ансар «Легионер», Финат Рифатович «Курица»,
- Гильфан «Встреча с молодостью», Гали Хикматуллин «Встречи с Тукаем».

## Награды и звания
- Заслуженный артист Республики Башкортостан (2003)
- Народный артист Республики Башкортостан (2012)